# Žiar nad Hronom
Žiar nad Hronom é uma cidade e município da Eslováquia, principal cidade do distrito de Žiar nad Hronom, região de Banská Bystrica. Possuia 19 782 habitantes em 2008 (estimativa). Está localizada às margens do rio Hron.

## Demografia
| Ano:        | 1994   | 2004   | 2014   | 2024    |
| ----------- | ------ | ------ | ------ | ------- |
| Broj ljudi: | 20 261 | 19 718 | 19 558 | 16 677  |
| Razlika:    |        | -2,68% | -0,81% | -14,73% |

| Ano:               | 2023   | 2024   |
| ------------------ | ------ | ------ |
| Número de pessoas: | 16 879 | 16 677 |
| Diferença:         |        | -1,19% |